# Ananepa doda
Ananepa doda là một loài bướm đêm trong họ Noctuidae.